# イタリアのビール
イタリアのビール（イタリア語: Birra in Italia）では、イタリアで製造されるビールの概要について記す。

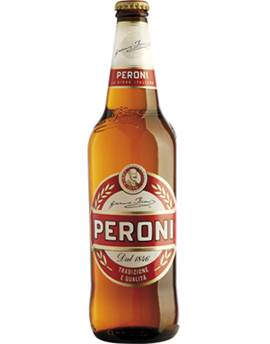
ペローニのペローニ

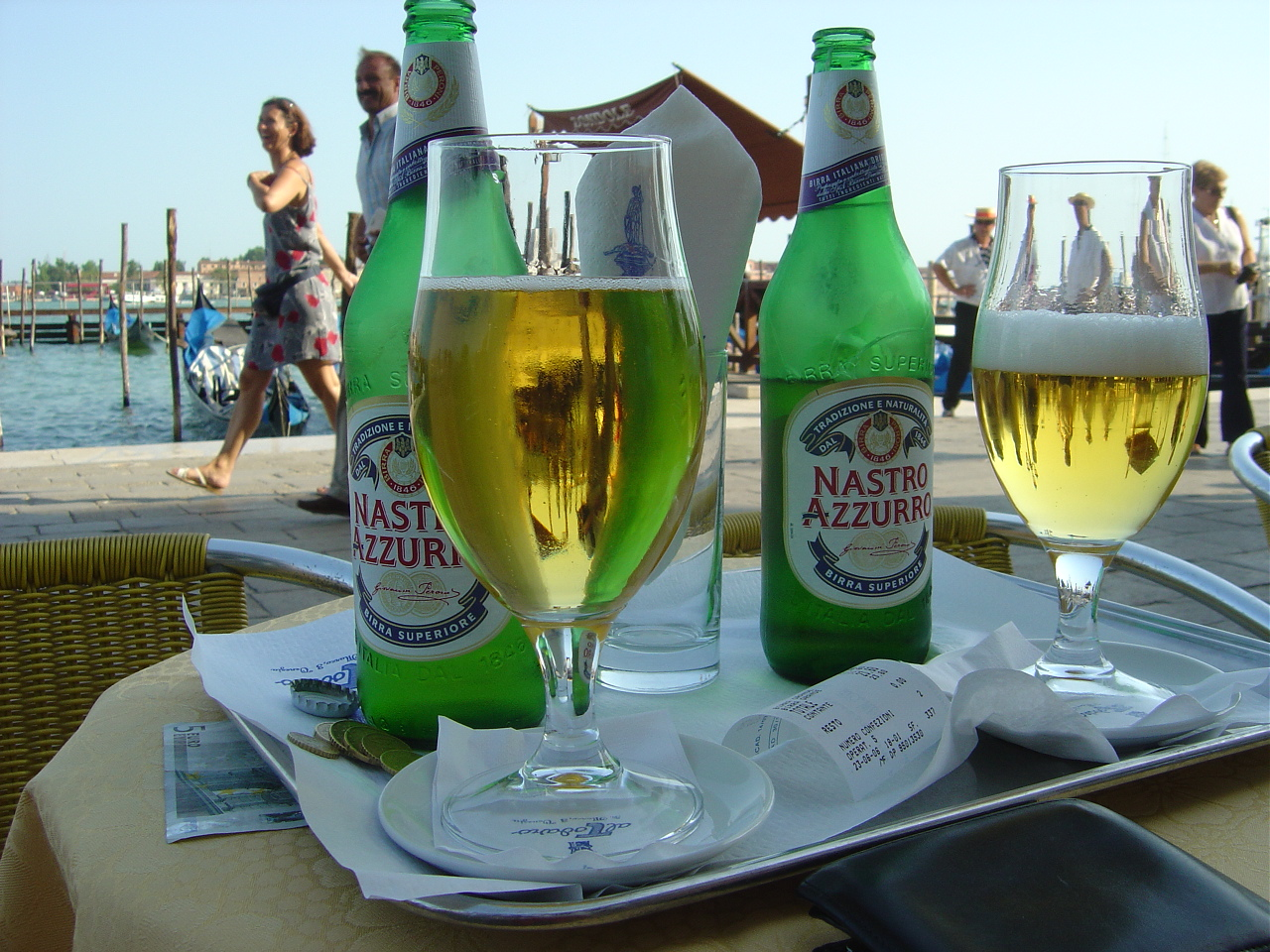
ペローニのナストロ・アズーロ

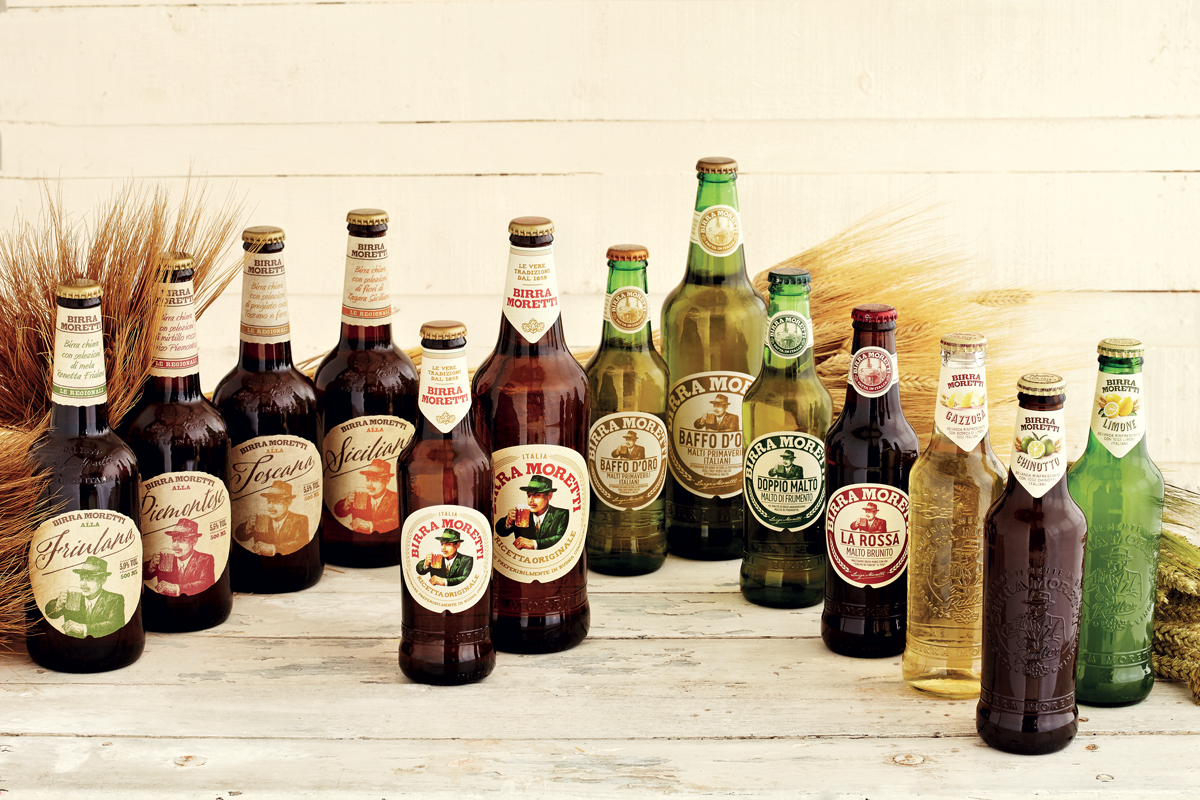
モレッティのラインナップ

ワインと比較した場合、イタリアにおけるビールの歴史と伝統はずっと浅いと言わざるを得ない。これはイギリスやドイツ、ベルギーといったヨーロッパでビール醸造の盛んな国々と比較した場合、イタリアはずっと南に位置しており、ブドウの栽培にも適していることからワイン醸造が盛んだという理由もある。

## 歴史
現ピエモンテ州ノヴァーラ県ポンビアにある紀元前560年の墓の遺跡からはビールの痕跡が発掘された。大プリニウスの『博物誌』にはガリアやヒスパニア、エジプトといった属州でビール（穀物を水に付けた酒）が呑まれているという記述もあるが、ローマで呑まれているというような記述は無い。このため、ビールは少量醸造されていたが、ワインと比べるとほとんど呑まれていなかったのではないかと推測されている。
15世紀のミラノ公ルドヴィーコ・スフォルツァが自身の結婚式でビールを振る舞った記録が残っている。

## ビールの消費
イタリアではビールの消費は若い世代を中心に好まれており、夜になってパブなどで友人たちとおしゃべりしながら呑んだり、ピッツェリアでピザを食べながら呑むことが多い。南イタリア、ナポリではタラーリのように塩味のスナックがビールとの相性が良いと好まれている。よく冷えた飲み物を飲む習慣はイタリアには薄く、ビールもそれほど冷やさずに呑まれている。
イタリア国内のビールの年間消費量は約30リットル。これはイギリス国内やドイツ国内のビール年間消費量と比べると3分の1程度である。
イタリアでは下面発酵のピルスナースタイルが好まれている。

## ビールの醸造メーカー、銘柄
イタリア国内のビール業界シェアはペローニとモレッティが1位、2位を競う代表的なイタリア国内のビール醸造メーカーと言える。
モレッティ（Moretti）
モレッティ社は1859年創業。
社名と同じモレッティ（ピルスナースタイル）の銘柄は、後述のナストロ・アズーロと共にイタリアの定番ビールである。
ナストロ・アズーロ（Nastro Azzuro）
1846年創業のペローニ社の銘柄。
後述のペローニ（ペールラガースタイル）と共にイタリア国内のほとんどのスーパーマーケットで販売している。
ペローニ（Peroni）
社名と同じペローニ社の銘柄。

### マイクロブリュワリー
イタリアにおいてもマイクロブルワリー、地ビールの隆盛が1990年代半ばから起こっており、2000年代初頭に大きく成長している。イタリアビール麦芽業者協会（AssoBirra）の発表に依れば、イタリア国内でのマイクロブルワリーは2014年時点で500を超えており、イタリア国内のビール市場の2%を占めるようになっている。2016年にはこういった地ビールの醸造所は1000を超える。短期間の隆盛でありながら、副原料にブドウを使ったり栗を使ったりと、醸造されるビールのバリエーションが豊富なのが特徴であり、他国のブルワリーからも参考とされている。